# 同培竹属
同培竹属（学名：Tongpeia）是竹亚科下的一个属。2021年基于棉花竹从箭竹属独立出来。该属秆光滑，小叶片，横脉不清晰，分布于中国西南地区。属名Tongpeia是纪念中国植物学家易同培。